# Cheirodontops geayi
Cheirodontops geayi är en fiskart som beskrevs av Schultz, 1944. Cheirodontops geayi ingår i släktet Cheirodontops och familjen Characidae. Inga underarter finns listade i Catalogue of Life.